# Орисаре
Орисаре (ест. Orissaare) село је на западу Естоније. Налази се у североисточном делу острва Сареме и административни је центар истоимене општине Орисаре у округу Сарема. 
Према подацима са пописа становништва 2011. у селу је живело 841 становника и по том параметру Орисаре је једно од већих насеља у округу.